# Otomops papuensis
Otomops papuensis é uma espécie de morcego da família Molossidae. Endêmica de Papua-Nova Guiné.